# Aeroportul Internațional Atatürk
Aeroportul Internațional Atatürk (IATA: ISL, ICAO: LTBA) este un aeroport din Bakırköy⁠(d), Provincia Istanbul, Turcia ce deservește zona Istanbul. Aeroportul a fost tranzitat în 2018 de 67.981.446 de pasageri. A fost deschis în 1912, fiind numit după Mustafa Kemal Atatürk. 
Situat la o altitudine de 50 m, aeroportul dispune de 3 piste și ocupă o suprafață de 9.470.000 m². Era operat de TAV Airports Holding⁠(d).
Primul aeroport din zonă a fost construit în 1912 pentru Forțele Aeriene Turce și consta dintr-o pistă, o zonă de staționare și două hangare.
Până la deschiderea aeroportului Istanbul în 2019 a fost principalul aeroport al orașului și hubul companiei aeriene naționale a Turciei, Turkish Airlines. După mutarea traficului de pasageri (pe 6 aprilie 2019) și cargo (pe 5 februarie 2022), aeroportul deservește doar zboruri de aviație generală sau guvernamentale.
Guvernul turc a anunțat planuri de construcție a unui parc în locul uneia dintre piste în 2019. Pista a devenit neutilizabilă din 2020, când a fost construit pe ea un spital pentru pacienții cu Covid.

## Infrastructură
Aeroportul Atatürk avea două terminale de pasageri legate între ele. Fostul terminal intern este cel mai vechi și mai mic dintre ele și găzduia doar zborurile interne către destinații din Turcia. Terminalul internațional a fost inaugurat în 2000 și era folosit de toate zborurile internaționale. Consta dintr-un hol central cu 8 zone de check-in și mai multe facilități dincolo de controlul de securitate. Avea 34 de porți echipate cu jet bridge și încă 7 unde îmbarcarea se făcea cu autobuze. Zona de sosiri avea 11 benzi pentru bagaje. În plus, exista și un terminal de aviație generală la nordvest de terminalele de pasageri.